# Atsushi Yanagisawa
Atsushi Yanagisawa (Imizu, Prefectura de Toyama, Japó, 27 de maig de 1977) és un exfutbolista japonès.

## Selecció japonesa
Atsushi Yanagisawa va disputar 58 partits amb la selecció japonesa.